# Antonio Maria Antoniazzi

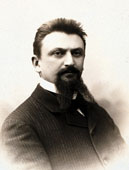
Antonio Maria Antoniazzi

Antonio Maria Antoniazzi (* 1. April 1872 in Collalto (Susegana); † 30. November 1925 in Padua) war ein italienischer Astronom.

## Leben
Antonio Maria Antoniazzi besuchte die technische Schule in Conegliano und das technische Institut in Padua, wo er 1893 einen Abschluss in Mathematik mit Bestnoten ablegte. Seit Oktober desselben Jahres war er als Student an der Sternwarte Padua tätig, wurde 1913 außerordentlicher Professor für Astronomie und 1917 ordentlicher Professor. Ebenfalls 1913 trat er die Nachfolge seines verstorbenen Lehrers Giuseppe Lorenzoni als Direktor der Sternwarte an, was er bis zu seinem Lebensende blieb. Seine Versuche, die Ausstattung des Observatoriums zu modernisieren, wurden durch den Ausbruch des Ersten Weltkrieges zunichtegemacht.
Im Verlaufe seiner wissenschaftlichen Karriere befasste er sich mit Beobachtungen von Kometen und Asteroiden, insbesondere spezialisierte er sich auf deren Bahnberechnungen.
Antoniazzi war korrespondierendes Mitglied der Accademia Nazionale dei Lincei, ordentliches Mitglied des Istituto Veneto di Scienze, Lettere ed Arti und der Accademia di Padova.
Der Asteroid (42593) Antoniazzi wurde nach Antoniazzi benannt.